# John Phillips (astronaut)
 For alternative betydninger, se John Phillips. (Se også artikler, som begynder med John Phillips)
John Lynch Phillips (født 15. april 1951 i Fort Belvoir, Virginia) er en amerikansk astronaut og videnskabsmand.
Hans første rummission var med rumfærgen på STS-100 i 2001. Senere har han været besætningsmedlem på Den Internationale Rumstation 2005, hvor han opholdt sig i cirka 5 måneder, transporten til og fra rumstationen var med det russiske rumfartøj Sojuz.
John Phillips var, i en alder af 58, missionsspecialist på rumfærgeflyvningen STS-119 til Den Internationale Rumstation marts 2009.
Medaljer
NASA Space Flight Medal
NASA Distinguished Service Medal
The Gagarin Medal
The Komarov Diploma
Og mange flere....